# Frente Popular

Flagge der Frente Popular

Die Frente Popular (spanisch für „Volksfront“) war ein von linken und liberalen Politikern getragenes Wahlbündnis, das sich in der Endphase der Zweiten Spanischen Republik anlässlich der Neuwahlen zu Beginn des Jahres 1936 bildete. Als Vorbild diente das im Jahr zuvor gegründete Volksfront-Bündnis in Frankreich, das sich dort gegen rechte Parteien formiert hatte.
Nachdem Staatspräsident Niceto Alcalá Zamora Spaniens Parlament, die Cortes, aufgelöst und für den 16. Februar 1936 Neuwahlen angesetzt hatte, kam es am 15. Januar zur Bildung der Frente Popular.
Sie umfasste im Wesentlichen die gemäßigten Republikaner der Izquierda Republicana und der Unión Republicana, die Sozialisten der PSOE und der UGT, die Kommunisten der PCE sowie die Linkskommunisten der POUM. Unterstützt wurde sie außerdem von der katalanischen ERC sowie den Anarchisten von CNT/FAI; letztere verzichteten zum ersten Mal auf einen Aufruf zum Wahlboykott.
Die Mitglieder der Volksfront verstanden ihr Bündnis als Verteidigung der „nationalen Interessen der Republik“ gegen die „Reaktion“ im Lande und verständigten sich auf eine Reihe von Maßnahmen, die die Grundlagen der Republik stärken sollten. Die übrigen politischen Absichtserklärungen waren eher moderat gehalten und im Kern von Aussagen der republikanischen Parteien geprägt, die beispielsweise der Verstaatlichung von Grundbesitz und der Einführung einer Arbeitslosenversicherung eine Absage erteilten.
Bei den Wahlen siegte die Frente Popular mit knappem Vorsprung vor der Frente Nacional („Nationale Front“) der Rechten, der sich auf rund 150.000 Stimmen belief. Die politische Mitte war mit nur 500.000 Stimmen bedeutungslos. Da in Spanien zu dieser Zeit das Mehrheitswahlrecht galt, konnte der Wahlsieger im Parlament allerdings eine Mehrheit von 263 der 473 Sitze erzielen. Obwohl der gegenseitige Vorwurf lokaler Unregelmäßigkeiten erhoben wurde, was im instabilen demokratischen System der damaligen Zeit keine Ausnahmeerscheinung darstellte, gibt es insgesamt – auch aus Sicht der heutigen Forschung – keine Zweifel, dass die Volksfront als knapper, aber eindeutiger Sieger aus den Wahlen hervorging. Die neue parlamentarische Mehrheit setzte daraufhin ein Komitee ein, das der Überprüfung der Wahlergebnisse dienen sollte. Dieses überprüfte jedoch nur Unregelmäßigkeiten in Wahlbezirken, wo Kandidaten der Frente Nacional oder des Zentrums gewonnen hatten. Dies und die Tatsache, dass ein offizielles Wahlergebnis nie publiziert wurde, gaben den Gegnern der Frente Popular jedoch Raum, die Wahlergebnisse anzuzweifeln.
Die neue Regierung – zunächst unter Manuel Azaña, nach dessen Wahl zum Staatspräsidenten im Mai dann unter Santiago Casares Quiroga – wurde ausschließlich aus den Reihen der beiden republikanischen Parteien gebildet, konnte sich aber auf die Tolerierung durch die übrigen Volksfrontparteien stützen. Daraus resultierte aber auch die Schwäche der Regierungsparteien, die gegen den Willen ihrer Bündnispartner die Ordnung nicht wiederherstellen konnten, was ein Eingreifen gegen die militanten Teile der Anhängerschaft ebendieser Bündnispartner erfordert hätte.
Währenddessen verschärfte sich im ganzen Lande vor dem Hintergrund einer wirtschaftlichen Krise die jahrzehntelange soziale und politische Konfrontation, die letztlich im Juli des Jahres zu einem Militärputsch und dann in den Spanischen Bürgerkrieg führte.